# Приволье (Славянский район)
Приво́лье (укр. Привілля) — село в Черкасской поселковой общине Краматорского района Донецкой области Украины.

## Общие сведения
Население по переписи 2001 года составляло 1458 человек. Почтовый индекс — 84160. Телефонный код — 626.

## Географическое положение
Село Приволье расположено на левом берегу реки Сухой Торец. На противоположном берегу расположено с. Майдан. Через село проходит автодорога Краматорск — Барвенково — Лозовая.

## Экономика
Фермерские хозяйства. Плодово — ягодные плантации. Станция Бантышево Донецкой ж.д. Песчаный карьер Дружковского рудоуправления. Филиал предприятия «Меридиан» — цех по изготовлению топливной гранулы(пилеты), маслоперерабатывающие цеха. Маслобойный цех ЧП "Шевченко". Значительное количество местного населения работает на машиностроительных заводах Краматорска. Село газифицировано.

## История и культура
Село основано ориентировочно в XVIII веке. Имение пана Бантыша — достаточно передового по взглядам землевладельца. Его стараниями на песчаных почвах насажены сосновые леса (существуют и поныне), расчищено русло реки Сухой Торец, построены школы в окрестных селах (ныне разрушены, последнее здание старой школы в с. Майдан, отстроенная в 1945 г., разобрана в 2009 г.). Развитию села благоприятствовало нахождение у линии железной дороги, проведенной вопреки инженерным расчетам по болотистой местности по настоянию все того же Бантыша, именем которого и названа станция — Бантышево.
В 2015 году вошло в состав ОТГ Черкасской поселковой общины.

## Объекты социальной сферы
- Дом культуры.
- Школа.
- Магазин.
- ФАП.
- Кафе.

## Достопримечательности
- Памятник воинам, погибшим в Великую Отечественную войну.
- Бантышевский бор. Лес, насаженный паном Бантышем на бесплодных засушливых песчаных почвах. На опушке леса в 200 м от ст. Бантышево установлен памятный камень о закладке бора.
- Музей народного быта: экспонаты под открытым небом «селянська хата» (сельский дом) и «млин» (мельница) — на въезде в с. Прелестное со стороны с. Майдан. Если быть точным — то этот музей относится к Прелестному.

## Транспорт и связь
Железнодорожная станция — Бантышево, на станции останавливаются электропоезда направления Краматорск — Лозовая. Ближайшая узловая станция — Славянск. Имеется автобусное сообщение с районным центром — городом Краматорск.

## Местная власть
84162, Донецкая область, Краматорский район, пгт Черкасское, ул. Ясная, 3.